# Evžen Sokolovský
Evžen Sokolovský (8. srpna 1925 Příbram – 14. června 1998 Praha) byl český divadelní a televizní režisér i divadelní pedagog.
Začínal jako nadějný progresivní divadelní režisér a skončil jako jeden z nejkonformnějších prorežimních normalizačních televizních tvůrců. Jako divadelní pedagog působil na brněnské JAMU a později i na pražské DAMU. Zde vychoval řadu mladých talentovaných a nadějných režisérů.

## Život
Na konzervatoři v Brně vystudoval v letech 1943–1947 obor Herectví. S režií začal již jako student v brněnském divadelním souboru Křesadlo (1945–1947). V roce 1947 byl angažován do Horáckého divadla, odkud v roce 1954 přešel do pražského Divadla S. K. Neumanna, kde působil další dva roky. V letech 1956 až 1959 působil v kladenském divadle. V období 1959–1967 působil jako režisér v Mahenově činohře Státního divadla Brno. Od roku 1961 byl současně vedoucím satirické scény Satirické divadlo Večerní Brno (do roku 1967). V letech 1967–1969 byl režisérem pražského Národního divadla, od roku 1969 byl angažován jako režisér v Divadle E. F. Buriana a od roku 1976 byl režisérem Československé televize.
Je pohřben v rodné Příbrami na Městském hřbitově „na Panské louce“.

## Divadelní režie, výběr
- 1949 Lope de Vega: Sedlák svým pánem, Horácké divadlo
- 1954 Carlo Goldoni: Poprask na laguně, Divadlo S.K.Neumanna
- 1955 William Shakespeare: Jak se vám líbí, pražská Ledeburská zahrada (soubor Divadla S. K. Neumanna)
- 1965 Jan Kopecký: Komedie o umučení a slavném vzkříšení Pána a Spasitele našeho Ježíše Krista, Mahenova činohra Národního divadla v Brně
- 1968 Karel Čapek: Bílá nemoc, Tylovo divadlo
- 1980 Bratři Mrštíkové: Maryša, Národní divadlo (režie j. h. )
- 1984 Bertolt Brecht: Matka Kuráž a její děti, Divadlo na Vinohradech, (režie j. h.)

## Televizní tvorba, výběr
- 1971 Hostinec U koťátek (seriál)
- 1975 Nejmladší z rodu Hamrů (seriál)
- 1976 Muž na radnici (seriál)
- 1978 Zákony pohybu (seriál)
- 1979 Inženýrská odysea (seriál)
- 1981 Okres na severu (seriál)
- 1983 Parcela 60, katastr Lukovice
- 1986 Gottwald (seriál)
- 1988 Chlapci a chlapi (seriál)

## Ocenění
- 1983 titul Zasloužilý umělec